# Kylliönjärvi (sjö i Puumala, Södra Savolax)
Kylliönjärvi är en sjö i kommunen Puumala i landskapet Södra Savolax i Finland. Sjön ligger 78,4 meter över havet. Arean är 1,11 kvadratkilometer och strandlinjen är 10,76 kilometer lång. Sjön  ingår i Vuoksens huvudavrinningsområde.   Den ligger omkring 59 kilometer öster om S:t Michel och omkring 240 kilometer nordöst om Helsingfors. 
Sjön är belägen på ön Viljakansaari som i sin tur ligger i sjön Pihlajavesi (Saimen) (del av Saimen).
I sjön finns öarna Kukkoluoto, Haisusaari och Saunasaari. 